# 揭背車

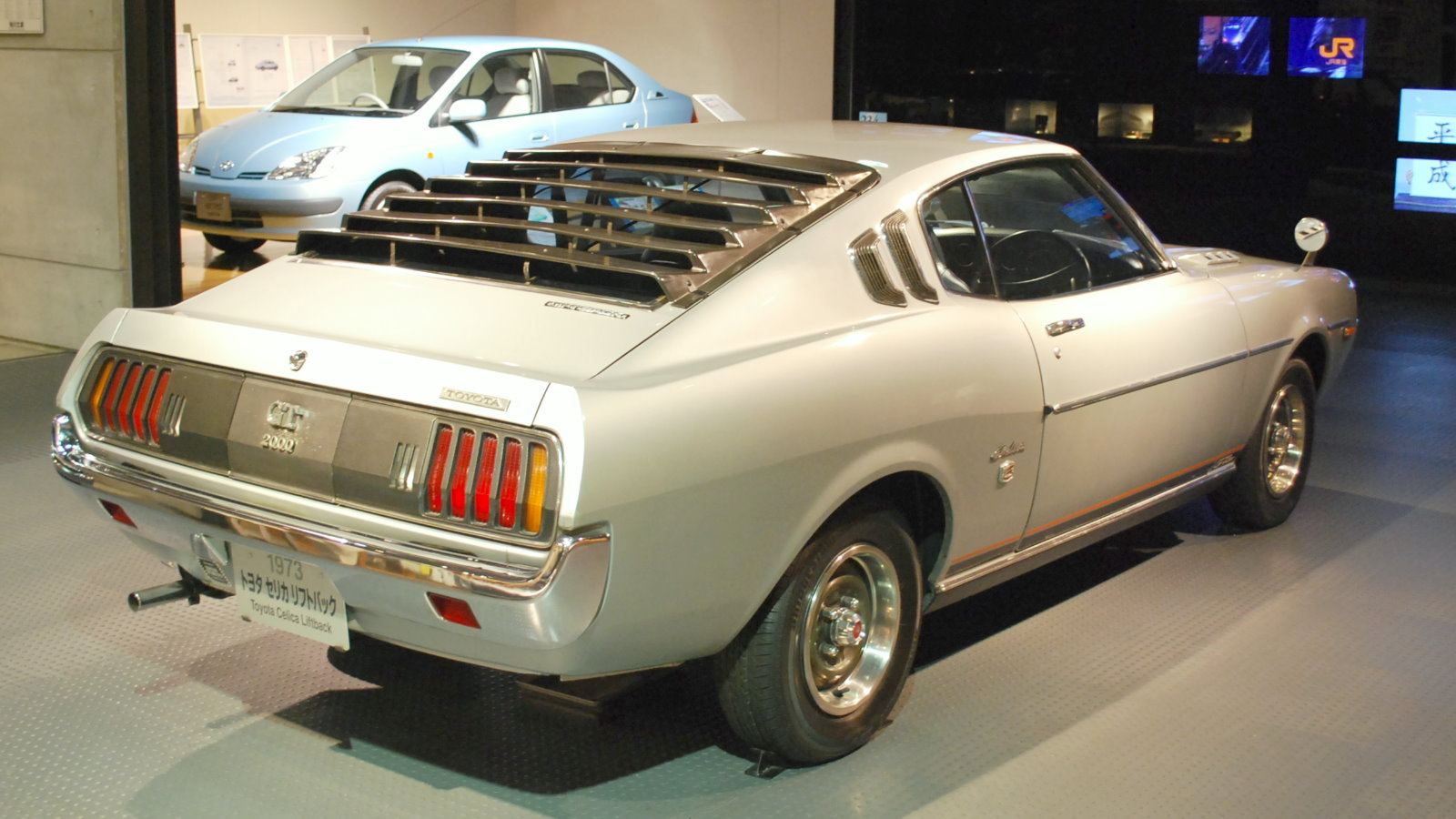
第一代豐田Celica是全球第一款揭背車，儘管當時人們普遍認為這是斜背式的掀背車

揭背車（英語：liftback）乃指一種汽車之車體風格，屬於掀背車的變體，車頂線條以介於5度至45度之間的角度傾斜至車尾，且有一個鉸鏈式上掀尾門可以打開。

## 歷史與概要
1973年4月，日本豐田汽車將1971年第18屆東京車展所展示的「SV-1」概念車，正式量產成第一代Celica（通稱LB）。該車款車頂尾端有一個鉸鏈式上掀尾門，且車頂線條以小於45度偏斜延伸至車尾，創下揭背車之先例。由於這段車頂斜坡不間斷地延續至車尾，亦可視為斜背式掀背車。
在傳統設計上，掀背車尾門或後門的斜度通常介於46度至90度之間。因此揭背車是一輛車頂線條更加偏斜的掀背車，從外型看來類似於轎車。某些揭背車看起來像是雙門轎跑車，但車尾有一個鉸鏈式上掀尾門可以打開。

### 與斜背車之差異

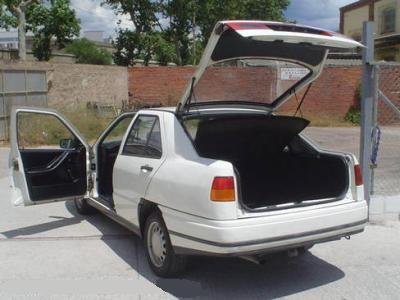
第一代喜悅Toledo清楚地顯示鉸鏈式尾門，且後車窗與尾門一同掀開

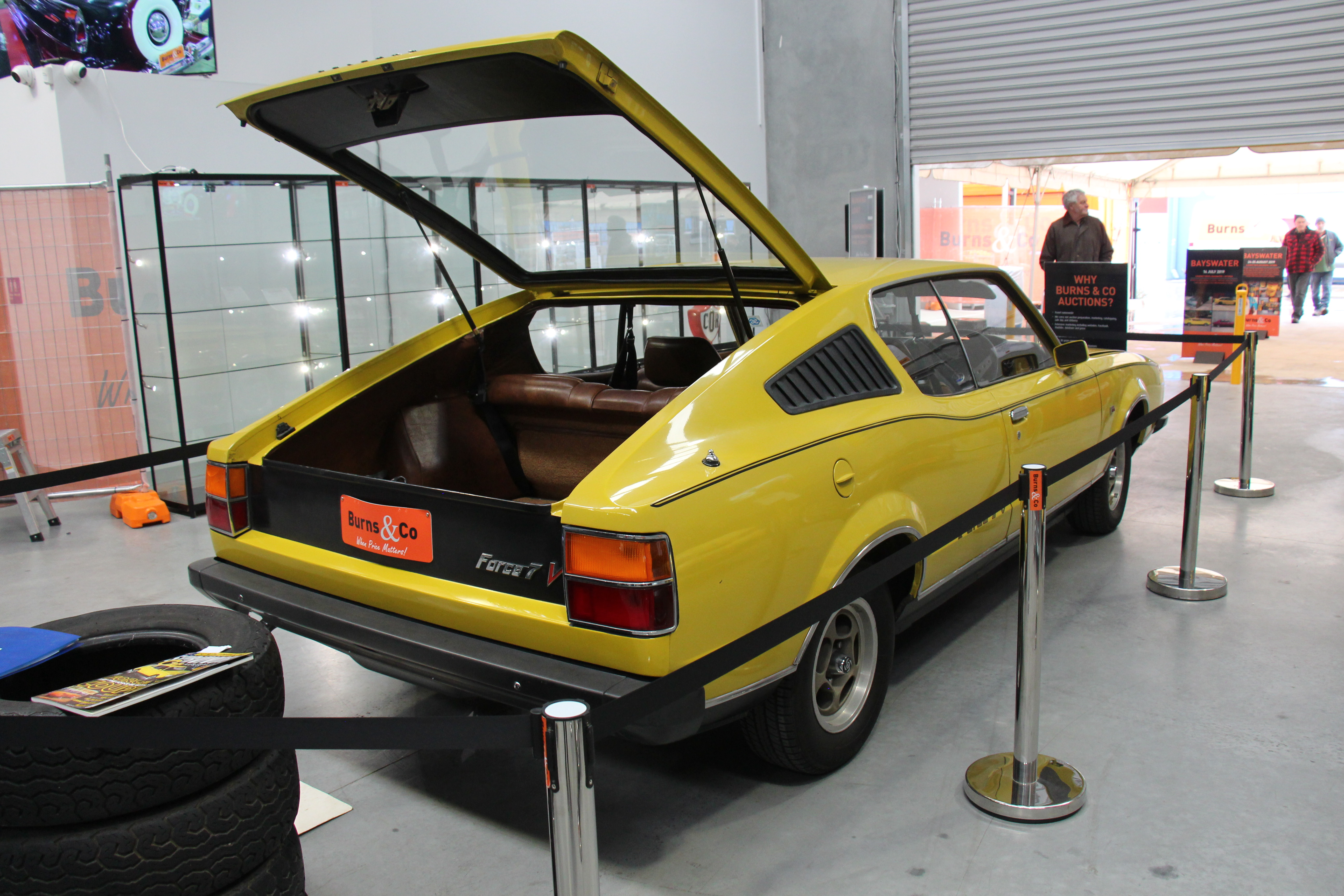
第一代利蘭P76既可視為揭背車（鉸鏈式上掀尾門），亦可視為斜背車（車頂線條斜著延續至車尾）

揭背車並不能和斜背車互換，前者具有鉸鏈式上掀尾門，而後者則可廣泛地定義任何車頂線條不間斷地延伸至後保險桿的車身設計。因此，並非所有揭背車皆可等同於斜背車。此外，某些斜背車的固定式後車窗下方有鉸鏈式尾門，這並不是揭背車的特點。某些人認為後車窗的斜度是揭背車的關鍵性因素，所以車尾門是向上掀開而非向後打開。

### 歐洲
1990年代至2000年代之間，揭背車是歐洲車商開發製造D級距汽車（D-segment）的主力產品，一般來說會提供三種不同的車體風格：四門轎車、五門旅行車和五門揭背車，諸如福特Mondeo、歐寶Vectra、豐田Carina等車種。總體來說，揭背車的軸距和轎車相同，車長也一致，因為轎車的後懸距離等同於揭背車。
另外為了達到行銷目的，車商有時候也會刻意區分兩種五門版本，譬如1987年推出的豐田Corolla（E90），一個是後車門幾乎垂直的五門掀背車，另一個則是五門揭背車。然而奧迪、BMW、梅賽德斯-賓士並未參與這種車型趨勢，因為他們的D級距或行政車級距並沒有五門揭背車。直到2009年前後，奧迪和BMW才開始推出揭背車版本，只是他們使用的稱呼是「Sportback」、「Gran Turismo」或「Gran Coupé」。2008年上市的第二代斯柯達Superb四門轎車版具有「twin door」二段式尾門，按下第一段按鈕只會開啟傳統行李廂蓋的部分，接著按下第二段按鈕之後，可連同後擋風玻璃一起上掀，所以也算是一種變體揭背車。